# بالدون
بالدون (بالإنجليزية: Baldone)‏ هي منطقة سكنية تقع في لاتفيا في بلدية بالدون. يقدر عدد سكانها بـ 2,399 نسمة ومساحتها 5.2 كم2 .